# Rāmtek
Rāmtek är en ort i Indien.   Den ligger i distriktet Nagpur och delstaten Maharashtra, i den centrala delen av landet, 800 km söder om huvudstaden New Delhi. Rāmtek ligger 336 meter över havet och antalet invånare är 23 404.
Terrängen runt Rāmtek är platt. Runt Rāmtek är det ganska tätbefolkat, med 199 invånare per kvadratkilometer. Rāmtek är det största samhället i trakten. Trakten runt Rāmtek består till största delen av jordbruksmark.